# Kiprian Berbatow
Kiprian Berbatow, bułg. Киприан Бербатов (ur. 6 sierpnia 1996 w Błagojewgradzie) – bułgarski szachista, mistrz międzynarodowy od 2009 roku.

## Kariera szachowa
Jest wielokrotnym medalistą mistrzostw Bułgarii juniorów w różnych kategoriach wiekowych. Był również wielokrotnym reprezentantem kraju na mistrzostwach świata i Europy juniorów, dwukrotnie zdobywając medale: złoty (Herceg Novi 2008 – ME do 12 lat) oraz brązowy (Herceg Novi 2005 – ME do 10 lat).
Normy na tytuł mistrza międzynarodowego wypełnił w 2008 podczas turniejów w Arteixo (dz. I m. wspólnie z Krasimirem Rusewem), Cambadosie oraz Ortigueirze. Również w 2008 podzielił I m. w otwartym turnieju w Ferrolu. W 2009 podzielił I m. w Sautronie (wspólnie z Thorstenem Michaelem Haubem, Tigranem Gharamjan, Jean-Pierre'em Le Rouxem i Władimirem Potkinem) oraz w Torredembarrze (wspólnie z m.in. Krasimirem Rusewem), natomiast w 2010 wystąpił w reprezentacji Bułgarii na rozegranej w Chanty-Mansyjsku szachowej olimpiadzie oraz podzielił I m. (wspólnie z m.in. Kevinem Spraggettem i Hichamem Hamdouchim) w Sewilli.
Najwyższy ranking w dotychczasowej karierze osiągnął 1 maja 2011, z wynikiem 2490 punktów zajmował wówczas 22. miejsce wśród bułgarskich szachistów.

## Życie rodzinne
Jest blisko spokrewniony z wielokrotnym reprezentantem Bułgarii w piłce nożnej, Dimityrem Berbatowem.